# ميلدريد دافنبورت
ميلدريد دافنبورت (بالإنجليزية: Mildred Davenport)‏ هي راقصة وممثلة أمريكية، ولدت في 12 نوفمبر 1900 في Roxbury, Boston ‏ في الولايات المتحدة، وتوفيت في 1990.